# Martín Martínez de Cantalapiedra

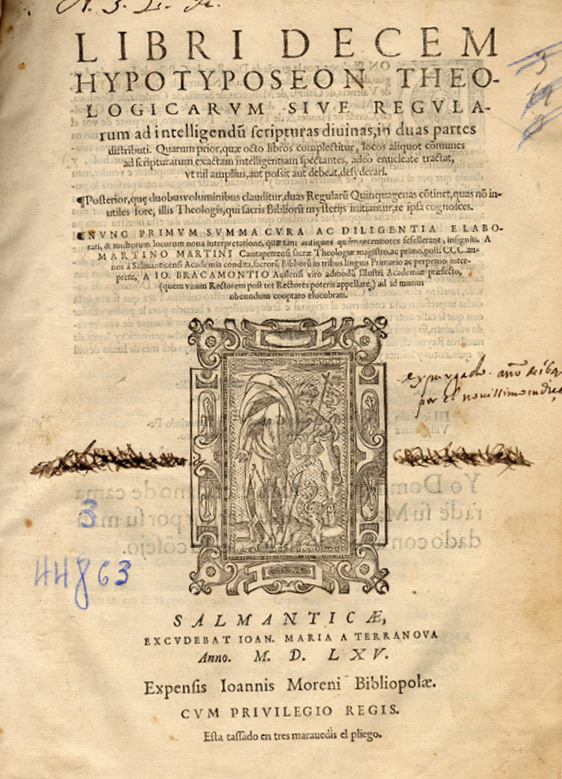
Frontispicio de Martín Martínez Cantalapiedra, Libri decem Hypotyposeon theologicarum sive regularum ad intelligendum scripturas divinas. Salamanca, Ioan Maria a Terranova, 1565. Biblioteca General Histórica. Universidad de Salamanca.

Martín Martínez de Cantalapiedra (Cantalapiedra, 1519-Salamanca, 1579) fue un maestro de teología y catedrático de lenguas hebraica, árabe y caldaica en la Universidad de Salamanca. Fue, con fray Luis de León, catedrático de teología, y Gaspar de Grajal, catedrático de Biblia, uno de los catedráticos salmantinos denunciados por hebraístas ante el Santo Oficio de la Inquisición. Preso en 1572 por el tribunal de Valladolid, en 1577 resultó definitivamente absuelto aunque amonestado y advertido para que en su cátedra concordase el texto hebreo con la edición Vulgata de la Biblia, como auténtica y aprobada por el Concilio de Trento. 

## Biografía
En su primera audiencia ante el tribunal de la Inquisición de Valladolid, el 17 de abril de 1572, declaró ser de edad de cincuenta y tres años y natural de Cantalapiedra, en la diócesis de Salamanca, donde se crio hasta que tuvo dieciocho años poco más o menos. Maestro de teología, presbítero y catedrático de la cátedra de tres lenguas de la Universidad de Salamanca, era hijo de Sebastián Martín, boticario, como lo había sido también su abuelo, y de Leonor Martín, de familia de labradores hidalgos. Preguntado por sus orígenes familiares respondió «que él y todos los dichos sus ascendientes por ambas partes son christianos viejos, sin rraza ninguna de judíos ni moriscos, y que ninguno dellos ha sido penitenciado ni condenado por este Offcio, ni preso, sino solo este declarante». Todos los testigos interrogados al respecto —y en la probanza efectuada en 1551 por el Colegio Mayor de San Bartolomé de la Universidad de Salamanca— coincidían en afirmar la limpieza de sangre de los abuelos maternos, labradores establecidos desde tiempo inmemorial en Cantalapiedra; no ocurría así en el caso del abuelo paterno, que algunos —los menos— dicen haber oído que era natural de Valladolid, «de los del Corrillo» —asentamiento de la judería— en tanto otros, entre ellos el vicario de Cantalapiedra, lo tenían por natural de Palacios Rubios y emparentado con los Corderos, conocidos cristianos viejos. De cualquier forma, el origen judeoconverso, de haberlo, de segunda o tercera generación, en el caso del maestro Martín Martínez no parece determinante de su modo de aproximarse a las Sagradas Escrituras, arraigado en la tradición humanista y en un método hermenéutico que lo inclinaba a beber en las fuentes.
Aunque al tribunal inquisitorial dijo haber vivido siempre en Salamanca excepto un año que tuvo su residencia en Alcalá, Martín Martínez inició sus estudios en la Universidad de Valladolid donde en 1543 obtuvo el grado de bachiller en Teología. Un año después, mediante el pago de los dos florines establecidos, fue admitido para proseguir estudios en la facultad de Teología de Salamanca, en la que en 1547 obtuvo el grado de bachiller en Artes y en octubre de 1561 la licenciatura en Teología. Presidían el tribunal, entre otros, fray Luis de León, Gaspar de Grajal y León de Castro, que por unanimidad se pronunciaron a favor del aspirante, quien ya para entonces ostentaba la cátedra de hebreo. Se desconocen los trámites y la fecha exacta de provisión de la cátedra, pero consta que esta le fue confiada por el rector Juan de Bracamonte a título de eminencia posiblemente ya en 1543 o, como muy tarde, en 1546, cuando en los Libros de claustro figuran los salarios abonados al bachiller Martín Martínez como lector de la cátedra de tres lenguas en sustitución de fray Juan Beltrán, trinitario, que había marchado a ocupar una cátedra de Biblia en Alcalá. Como refuerzo de sus enseñanzas publicó en París en 1548 una introducción a la gramática hebrea con el título Institutiones in linguam sanctam, de la que salió una segunda edición en Salamanca en 1571, enmendada de los muchos errores con que había salido la primera y ampliada con una introducción a la gramática aramea que más tarde fue publicada también de forma independiente.
Una obra de mayor ambición dio a luz en Salamanca en 1565: los Hypotyposeon theologicarum, introducción a las Sagradas Escrituras en diez libros en los que defendía la necesidad de recurrir a las ciencias auxiliares, como la gramática, la geografía y la historia, para interpretar los pasajes oscuros del Antiguo Testamento y no quedarse solo con la patrística. En carta al obispo de Plasencia fechada el 20 de marzo de 1572, a poco más de dos semanas de la detención de Gaspar de Grajal, de la que informaba al obispo, y solo unos días antes de ser arrestado él mismo, escribía de sus Hypotyposeon, tras mencionar como acusadores al maestro León de Castro y a fray Bartolomé de Medina: 

lo que de mi libro no contenta es que digo que San Pablo no es eloquente y que la Sagrada Escriptura fue inspirada y no dictada. Toda España lo a visto y solo a dos escandaliza.

Las juntas de teólogos reunidas en la Universidad de Salamanca entre 1569 y 1571 para tratar de la aprobación llamada Biblia de Vatablo iban a proporcionar el detonante para las delaciones, de lo que era plenamente consciente el propio Martín Martínez que en la mencionada carta advertía al obispo, «los tiempos andan peligrosos». En 1555 el impresor salmantino Andrés de Portonariis había impreso una edición de la Biblia según la versión de Sanctes Pagnino completada por el editor parisiense Robert Estienne con las anotaciones de François Vatable, atribuyendo la revisión del texto a fray Domingo de Soto. Fue esta una de las versiones de la Biblia que se incorporaron al Catálogo de obras prohibidas de Valdés. No obstante, en 1569 Portonariis vio la posibilidad de sacar una nueva impresión de la Biblia de Vatablo previo examen y corrección de los teólogos salmantinos. En la Junta de teólogos reunida al efecto se sentaron el helenista León de Castro, acérrimo defensor de la Vulgata y la versión de los Setenta y desconocedor del hebreo, pero convencido de que las versiones hebraicas de la Biblia estaban corrompidas por la maldad de los judíos, y los hebraístas Gaspar de Grajal, Luis de León y Martín Martínez de Cantalapiedra, que defendían la posibilidad de ofrecer nuevas interpretaciones del texto bíblico, que, según entendían, no contradecían las interpretaciones de los santos sino que las completaban, y de recurrir al texto hebreo como fuente más segura para resolver cuestiones filológicas, a la vez que defendían interpretaciones más literales de algunos libros del Antiguo Testamento y menos alegóricas que las ofrecidas por algunos de sus intérpretes escolásticos. El hecho de que algunos de ellos fuesen, además, de origen judeoconverso, sirvió a León de Castro, secundado por el dominico Bartolomé de Medina, para acusarlos de parcialidad judaica y menosprecio de la Vulgata.
El 26 de marzo de 1572 fue dictado contra el maestro Martín Martínez mandamiento de prisión con secuestro de bienes y al día siguiente fue detenido por el familiar del Santo Oficio Cristóbal de Cepeda, iniciándose un proceso ordinario que se iba a prolongar hasta la lectura de la sentencia, parcialmente absolutoria, el 4 de junio de 1577, y su puesta en libertad el 22 del mismo mes. De regreso a la universidad reclamó con cierta arrogancia su inocencia y el pago de los haberes académicos por todo el tiempo transcurrido en prisión, para poder viajar a Madrid y ocuparse de la segunda edición de los Hypotyposeon, cuya aparición se retrasó hasta 1582, cuando, ya muerto el maestro, salió una edición expurgada conforme a lo establecido en el Índice de 1584, sin los más controvertidos pasajes relativos a la cristología y angelología y los ataques a los escolásticos. Para obtener el cobro de los haberes atrasados puso pleito a la universidad en la Real Chancillería de Valladolid, lo que le mantuvo alejado de Salamanca en 1578. En enero de 1579, aunque débil de salud, pudo al fin reincorporarse a su cátedra, compartiéndola con el maestro Cristóbal de Madrigal, que se había encargado de su suplencia, y participó en las sesiones del claustro celebradas ese año, hasta su muerte, ocurrida en el mes de noviembre.